# Mosteiro de Nossa Senhora do Monte Carmelo
O Mosteiro de Nossa Senhora do Monte Carmelo (em hebraico: מנזר גבירתנו של הכרמל) é um mosteiro de religiosas carmelitas fundado em 1892 e trasladado para o local atual em 1936. Situa-se nas colinas de Haifa, em Israel. O edifício está situado no monte Carmelo com vistas sobre o centro de Haifa. Este mosteiro é dedicado a Nossa Senhora do Monte Carmelo.
A comunidade monástica reúne vinte religiosos de diversas nacionalidades. O idioma que se fala na comunidade é o francês. O mosteiro obtém rendimento de bilhetes de visita e venda de velas e objetos religiosos a peregrinos e turistas, e também de alguns produtos agrícolas produzidos localmente.